# Halové mistrovství Evropy v atletice 2015

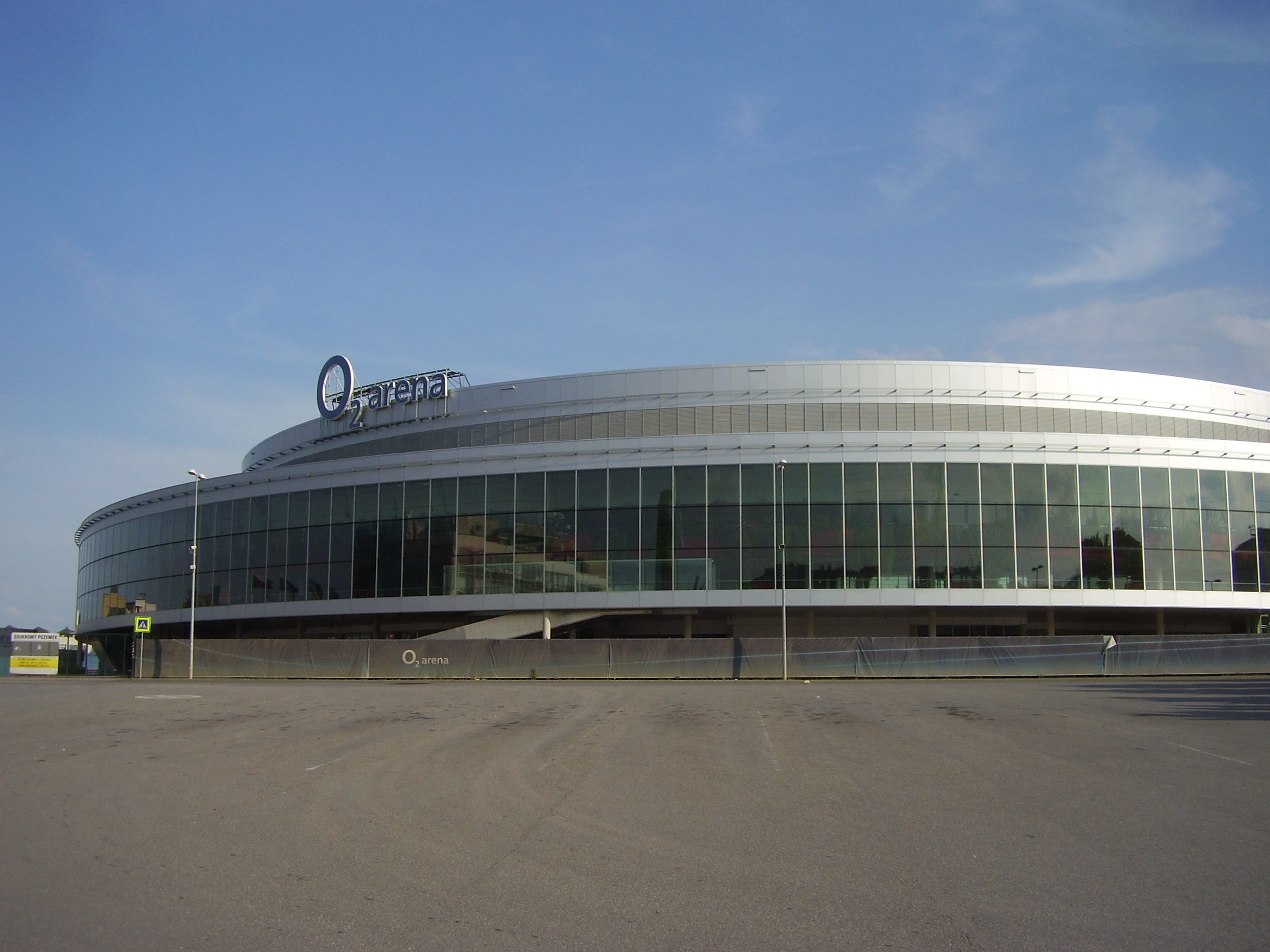
O_{2} arena, místo konání šampionátu

33. Halové mistrovství Evropy v atletice se konalo v Praze ve dnech 5.–8. března 2015 v O2 areně (první den byly na programu pouze některé kvalifikace a úvodní ceremoniál). Na programu bylo dohromady 26 disciplín (13 mužských a 13 ženských), kterých se zúčastnilo 643 atletů ze 49 zemí Evropy.

## Medailisté

### Muži
| Soutěž            | Zlato                                                                  | Stříbro                                                                   | Bronz                                                           |
| ----------------- | ---------------------------------------------------------------------- | ------------------------------------------------------------------------- | --------------------------------------------------------------- |
| 60 m              | Richard Kilty 6,51                                                     | Christian Blum 6,58                                                       | Julian Reus 6,60                                                |
| 400 m             | Pavel Maslák 45,33                                                     | Dylan Borlée 46,25                                                        | Rafał Omelko 46,26                                              |
| 800 m             | Marcin Lewandowski 1:46,67                                             | Mark English 1:47,20                                                      | Thijmen Kupers 1:47,25                                          |
| 1500 m            | Jakub Holuša 3:37,68                                                   | Ilham Tanui Özbilen 3:37,74                                               | Chris O'Hare 3:38,96.                                           |
| 3000 m            | Ali Kaya 7:38,42                                                       | Lee Emanuel 7:44,48                                                       | Henrik Ingebrigtsen 7:45,54                                     |
| 60 m př.          | Pascal Martinot-Lagarde 7,49                                           | Dimitri Bascou 7,50                                                       | Wilhem Belocian 7,52                                            |
| Štafeta 4 × 400 m | Belgie 3:02.87 Julien Watrin Dylan Borlée Jonathan Borlée Kévin Borlée | Polsko 3:02.97 Karol Zalewski Rafał Omelko Łukasz Krawczuk Jakub Krzewina | Česko 3:04,09 Daniel Němeček Patrik Šorm Jan Tesař Pavel Maslák |
| Skok do výšky     | Daniil Cyplakov 2,31 m                                                 | Silvano Chesani 2,31 m Antonios Mastoras 2,31 m                           | nikdo                                                           |
| Skok o tyči       | Renaud Lavillenie 6,04 m                                               | Aleksandr Gripich 5,85 m                                                  | Piotr Lisek 5,85 m                                              |
| Skok daleký       | Michel Tornéus 8,30 m                                                  | Radek Juška 8,10 m                                                        | Andreas Otterling 8,06 m                                        |
| Trojskok          | Nelson Évora 17,21 m                                                   | Pablo Torrijos 17,04 m                                                    | Marian Oprea 16,91 m                                            |
| Vrh koulí         | David Storl 21,23 m                                                    | Asmir Kolašinac 20,90 m                                                   | Ladislav Prášil 20,66 m                                         |
| Sedmiboj          | Ilja Škurenjov 6 353 bodů                                              | Arthur Abele 6 279 bodů                                                   | Eelco Sintnicolaas 6 185 bodů                                   |

### Ženy
| Soutěž            | Zlato                                                                        | Stříbro                                                                                 | Bronz                                                                               |
| ----------------- | ---------------------------------------------------------------------------- | --------------------------------------------------------------------------------------- | ----------------------------------------------------------------------------------- |
| 60 m              | Dafne Schippersová 7,05                                                      | Dina Asherová-Smithová 7,08                                                             | Verena Sailerová 7,09                                                               |
| 400 m             | Natalija Pyhydová 51,96                                                      | Indira Terrero 52,63                                                                    | Seren Bundy-Davies 52,64                                                            |
| 800 m             | Selina Büchelová 2:01,95                                                     | Natalija Lupuová 2:02,25                                                                | Joanna Jóźwiková 2:02,45                                                            |
| 1500 m            | Sifan Hassanová 4:09,04                                                      | Angelika Cichocka 4:10,53                                                               | Federica Del Buono 4:11,61                                                          |
| 3000 m            | Světlana Kudzelichová 8:48,02                                                | Maureen Kosterová 8:51,64                                                               | Laura Muirová 8:52,44                                                               |
| 60 m př.          | Alina Talajová 7,85                                                          | Lucy Hattonová 7,90                                                                     | Serita Solomonová 7,93                                                              |
| Štafeta 4 × 400 m | Francie 3:31,61 Floria Gueï Elea Mariama Diarra Agnes Raharolahy Marie Gayot | Spojené království 3:31,79 Kelly Massey Seren Bundy-Davies Laura Maddox Kirsten McAslan | Polsko 3:31,90 Joanna Linkiewicz Małgorzata Hołub Monika Szczęsna Justyna Świętyová |
| Skok do výšky     | Marija Kučinová 1,97 m                                                       | Alessia Trostová 1,97 m                                                                 | Kamila Lićwinková 1,94 m                                                            |
| Skok o tyči       | Anželika Sidorovová 4,80 m                                                   | Katerina Stefanidiová 4,75 m                                                            | Angelica Bengtssonová 4,70 m                                                        |
| Skok daleký       | Ivana Španovićová 6,98 m                                                     | Sosthene Taroum Moguenara 6,83 m                                                        | Florentina Marincu 6,79 m                                                           |
| Trojskok          | Jekatěrina Koněvová 14,69 m                                                  | Gabriela Petrovová 14,52 m                                                              | Hanna Kňazevová 14,49 m                                                             |
| Vrh koulí         | Anita Mártonová 19,23 m                                                      | Julija Lencjuková 18,60 m                                                               | Radoslava Mavrodieva 17,83 m                                                        |
| Pětiboj           | Katarina Johnsonová-Thompsonová 5000 bodů                                    | Nafissatou Thiamová 4696 bodů                                                           | Eliška Klučinová 4687 bodů                                                          |

## Medailové pořadí
| Pořadí | Země               | Zlatá medaile | Stříbrná medaile | Bronzová medaile | Celkem |
| ------ | ------------------ | ------------- | ---------------- | ---------------- | ------ |
| 1      | Rusko              | 6             | 1                | 0                | 7      |
| 2      | Francie            | 3             | 1                | 1                | 5      |
| 3      | Spojené království | 2             | 4                | 3                | 9      |
| 4      | Česko              | 2             | 1                | 3                | 6      |
| 5      | Nizozemsko         | 2             | 0                | 3                | 5      |
| 6      | Německo            | 1             | 3                | 2                | 6      |
| 7      | Polsko             | 1             | 2                | 5                | 8      |
| 8      | Bělorusko          | 1             | 2                | 0                | 3      |
| 8      | Belgie             | 1             | 2                | 0                | 3      |
| 10     | Srbsko             | 1             | 1                | 0                | 2      |
| 10     | Turecko            | 1             | 1                | 0                | 2      |
| 12     | Švédsko            | 1             | 0                | 2                | 3      |
| 13     | Ukrajina           | 1             | 1                | 0                | 2      |
| 14     | Maďarsko           | 1             | 0                | 0                | 1      |
| 14     | Švýcarsko          | 1             | 0                | 0                | 1      |
| 14     | Portugalsko        | 1             | 0                | 0                | 1      |
| 17     | Itálie             | 0             | 2                | 1                | 3      |
| 18     | Řecko              | 0             | 2                | 0                | 2      |
| 18     | Španělsko          | 0             | 2                | 0                | 2      |
| 20     | Bulharsko          | 0             | 1                | 1                | 2      |
| 21     | Irsko              | 0             | 1                | 0                | 1      |
| 22     | Rumunsko           | 0             | 0                | 2                | 2      |
| 23     | Izrael             | 0             | 0                | 1                | 1      |
| 23     | Bulharsko          | 0             | 0                | 1                | 1      |
| Celkem | Celkem             | 26            | 27               | 25               | 78     |

## Zúčastněné země
(v závorkách uvedeny počty vyslaných sportovců)
| - Albánie (2) - Andorra (2) - Arménie (2) - Rakousko (10) - Ázerbájdžán (2) - Bělorusko (15) - Belgie (15) - Bosna a Hercegovina (3) - Bulharsko (15) - Chorvatsko (3) - Kypr (6) - Česko (46) (pořadatel) - Dánsko (12) - Estonsko (9) - Finsko (8) - Francie (25) - Gruzie (4) | - Německo (39) - Gibraltar (1) - Spojené království (38) - Německo (11) - Maďarsko (12) - Island (6) - Irsko (12) - Izrael (4) - Itálie (23) - Lotyšsko (6) - Litva (4) - Lucembursko (4) - Severní Makedonie (2) - Malta (2) - Moldavsko (2) - Monako (1) - Černá Hora (2) | - Nizozemsko (17) - Norsko (13) - Polsko (45) - Portugalsko (7) - Rumunsko (17) - Rusko (45) - San Marino (1) - Srbsko (6) - Slovensko (27) - Slovinsko (12) - Španělsko (32) - Švédsko (24) - Švýcarsko (8) - Turecko (10) - Ukrajina (24) |